# San Nicolás de Busuanga
San Nicolás (oficialmente, San Nicolas) es un barangay situado en el municipio filipino de primera categoría de Corón, en la provincia de Palawan, región MIMAROPA. Según el censo de 2020, tiene una población de 3222 habitantes.

## Geografía
Su término linda al norte con los barrios de Decabobo y Buenavista; al sur con el Barangay VI, con Guadalupe y con Borac; al este con el estrecho de Mindoro, la bahía de Maricaban y la isla de Cabilauan; y al oeste con el barangay de Decalachao.